# 曲灯藓属
曲灯藓属（学名：Cyrtomnium），是提灯藓科下的一个属。

## 下属分类
- 蕨叶曲灯藓 Cyrtomnium hymenophylloides T. Koponen, 1968
- Cyrtomnium hymenophyllum Holmen, 1957